# Brunkeberg
Brunkeberg er en ås på Norrmalm i Stockholm, en del af Stockholmsåsen. Oprindelig strakte den sig fra Johannes kyrka i nord til Brunkebergs Torg i syd, men den sydlige del er for længst udjævnet af bebyggelsen.